# Mervelier
Mervelier är en ort och kommun i distriktet Delémont i kantonen Jura, Schweiz. Kommunen har 535 invånare (2023).